# Índice de Swaroop-Uemura
O Índice de Swaroop-Uemura (ISU) é um indicador criado no final da década de 50, utilizado para comparar regiões com diferentes graus de desenvolvimento. É calculado dividindo-se o número de óbitos em indivíduos com mais de 50 anos pelo total de óbitos da população. Tradicionalmente, os países com maior ISU, são os mais desenvolvidos.